# Plotosus fisadoha
Plotosus fisadoha es una especie de peces de la familia Plotosidae en el orden de los Siluriformes.

## Distribución geográfica
Se encuentra en Madagascar.